# 宁武军
宁武军，唐代方镇名。
唐朝末年置，治所在今河北省怀来县东南。《资治通鉴》：乾符五年（878年）李国昌与李克用合兵陷遮虏军、进击宁武军及岢岚军，即此。